# ای‌وی‌ام پروداکشنز
ای‌وی‌ام پروداکشنز (انگلیسی: AVM Productions) شرکت فیلم‌سازی هندی است، که در سال ۱۹۴۵ تأسیس شد.